# Dietmar Bartsch

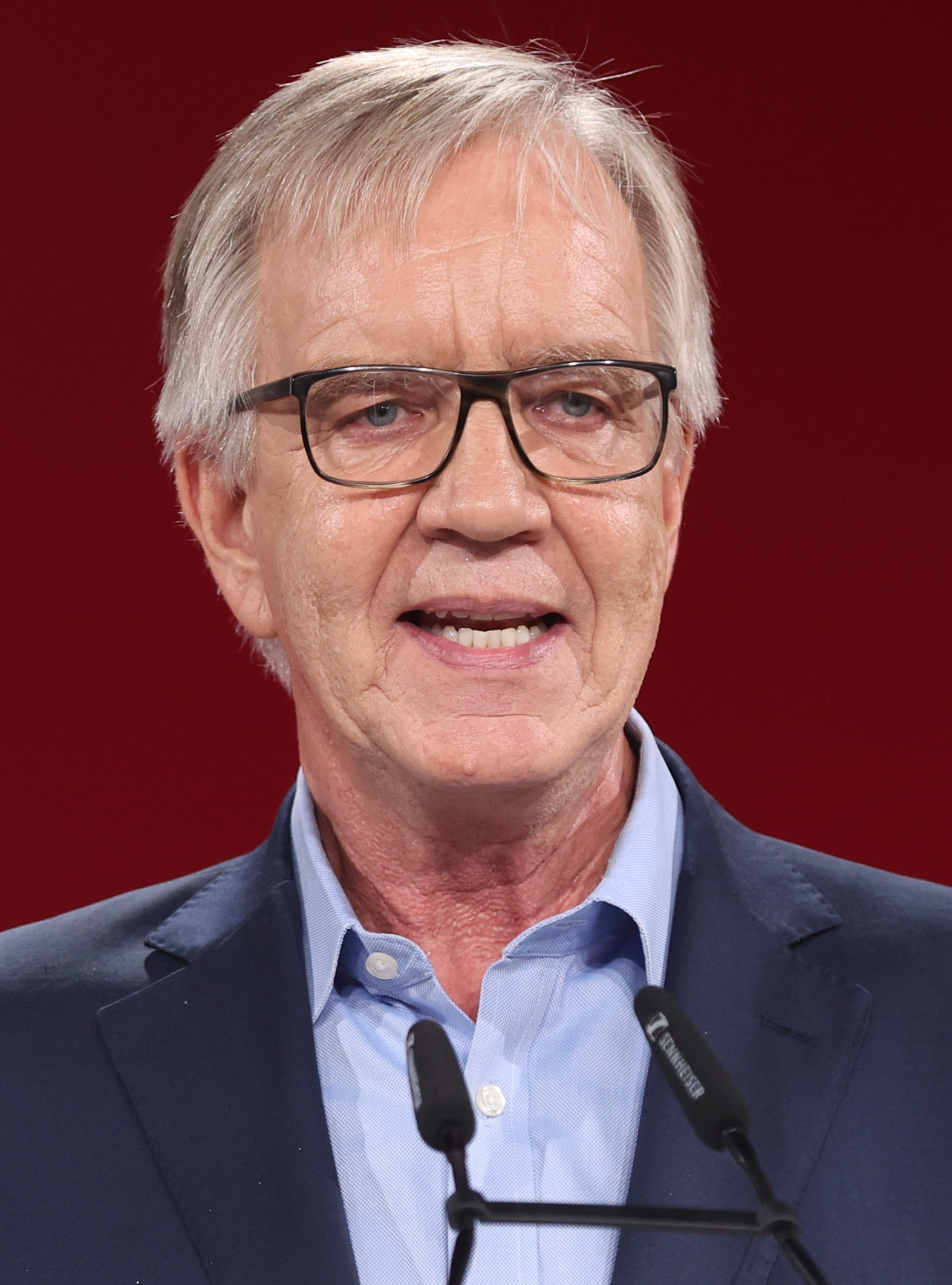
Dietmar Bartsch (2025)

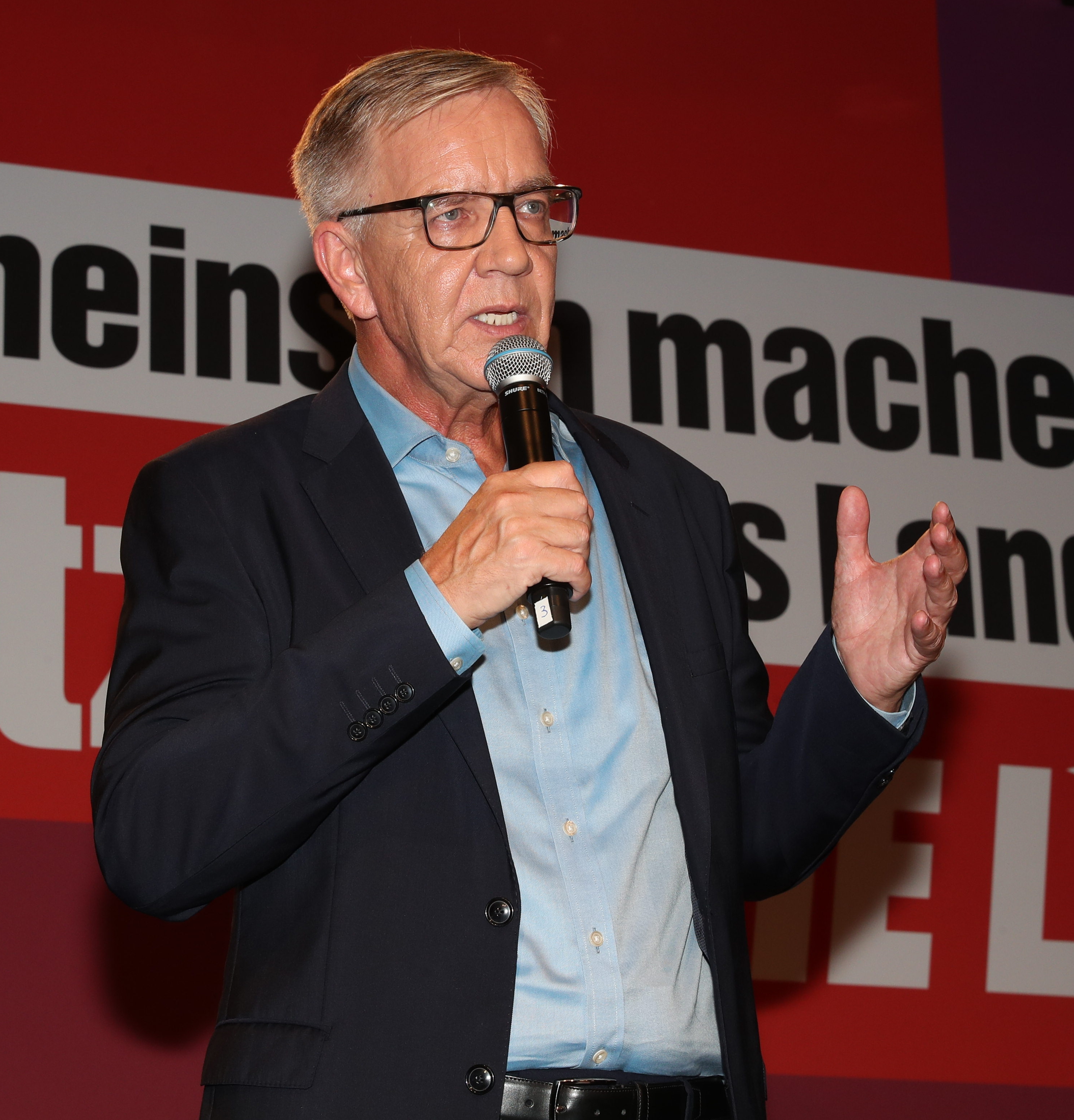
Dietmar Bartsch (2021)

Dietmar Gerhard Bartsch (* 31. März 1958 in Stralsund) ist ein deutscher Politiker (Die Linke), Mitglied des Deutschen Bundestages und war vom 13. Oktober 2015 bis zu deren Auflösung am 6. Dezember 2023 Vorsitzender der Fraktion Die Linke im Bundestag, zunächst zusammen mit Sahra Wagenknecht, später gemeinsam mit Amira Mohamed Ali. Als solcher war er von 2015 bis 2017 Oppositionsführer. Zuvor war er Bundesschatzmeister der PDS, Bundesgeschäftsführer der Partei Die Linke sowie zweiter stellvertretender Fraktionschef. Zur Bundestagswahl 2021 trat er wie 2017 als Co-Spitzenkandidat der Linken an.

## Leben und Beruf
Nach dem Abitur mit Auszeichnung 1976 an der EOS Franzburg leistete Bartsch zunächst von 1976 bis 1978 seinen Grundwehrdienst im damaligen Fallschirmjägerbataillon 40 in der Nationalen Volksarmee ab.
Ab 1978 absolvierte er an der Hochschule für Ökonomie in Berlin-Karlshorst ein Studium der Wirtschaftswissenschaften, welches er 1983 als Diplom-Wirtschaftswissenschaftler beendete. Danach war er im kaufmännischen Bereich des Zentralorgans der FDJ junge Welt tätig.
Von 1986 bis 1990 war er als Aspirant an der Akademie für Gesellschaftswissenschaften beim ZK der KPdSU in Moskau. 1990 erfolgte dort seine Promotion zum Dr. rer. oec. mit der Arbeit Verteilungsverhältnisse unter den Bedingungen einer Intensivierung der sozialistischen Wirtschaft («Распределительные отношения в условиях интенсификации социалистической экономики»). Im März 1990 kehrte Bartsch als Geschäftsführer zur jungen Welt zurück. Nach dem gescheiterten Wiedereinzug in den Bundestag 2002 arbeitete Bartsch zunächst als Unternehmensberater. Von Mai 2004 bis Dezember 2005 war Bartsch Geschäftsführer der Tageszeitung Neues Deutschland.
Dietmar Bartsch lebt getrennt von seiner Ehefrau und hat zwei Kinder.

## Politischer Werdegang
1977 wurde Bartsch Mitglied der SED. 1989 gehörte er zu den Mitbegründern der Arbeitsgemeinschaft Junge GenossInnen (AGJG) auf dem außerordentlichen Parteitag der SED-PDS. Von 1991 bis 1997 war Bartsch Bundesschatzmeister der PDS und wurde anschließend zum Bundesgeschäftsführer gewählt. Für die Bundestagswahl 2002 war er Wahlkampfleiter der PDS und zusammen mit Gabi Zimmer, Petra Pau und Roland Claus einer der vier Spitzenkandidaten auf Bundesebene. Als die PDS dann an der Fünf-Prozent-Hürde scheiterte und nur mit zwei direkt gewählten Abgeordneten in den Bundestag einzog, forderten seine innerparteilichen Gegner seinen Rücktritt als Bundesgeschäftsführer. Er zog auf dem Geraer Parteitag im Oktober 2002 seine erneute Kandidatur für dieses Amt zurück, nachdem Gabi Zimmer zuvor als Parteivorsitzende bestätigt wurde. Sein Nachfolger wurde Uwe Hiksch.
Für Aufsehen sorgte direkt im Anschluss die „Wachbuchaffäre“. Der stellvertretende PDS-Bundesvorsitzende Diether Dehm soll damals laut dem Chef eines Sicherheitsunternehmens und einem Eintrag in das Wachbuch eine Anweisung erteilt haben, wonach darauf zu achten sei, dass Bartsch, vorheriger Bundesgeschäftsführer der PDS, keinerlei Unterlagen aus dem Haus schaffe. Dehm bestritt, eine derartige Anweisung erteilt zu haben. Die Affäre trug zum vorzeitigen Rücktritt von Gabi Zimmer im Sommer 2003 bei. Im Oktober 2005 wurde Bartsch vom Parteivorsitzenden Lothar Bisky erneut als Bundesgeschäftsführer der PDS vorgeschlagen und im Dezember 2005 vom Bundesparteitag wieder in dieses Amt gewählt. Seit Juni 2007 war er auch Bundesgeschäftsführer der neuen, aus der Fusion von PDS und WASG hervorgegangenen Partei Die Linke.
Anfang Januar 2010 wurde Dietmar Bartsch von Gregor Gysi unter anderem vorgeworfen, durch gezielte Äußerungen gegenüber dem Spiegel dem Parteivorsitzenden Oskar Lafontaine geschadet zu haben. Bartsch bestritt dies; er habe sich weder illoyal verhalten noch sich selbst als Nachfolger ins Gespräch gebracht. Bartsch kündigte nach folgenden Richtungskämpfen an, vorerst weiterhin Bundesgeschäftsführer zu bleiben, aber auf dem kommenden Parteitag im Mai 2010 nicht wieder als Bundesgeschäftsführer zu kandidieren. Zu seinen Nachfolgern wurden daraufhin Caren Lay und Werner Dreibus gewählt.
Seit dem 21. Januar 2010 war Bartsch stellvertretender Vorsitzender der Linksfraktion im Bundestag. Im August 2011 distanzierte er sich von einem Glückwunschschreiben, das Die Linke – unterschrieben von den beiden Vorsitzenden Lötzsch und Ernst – Kubas Ex-Staatspräsident Fidel Castro zum Geburtstag geschickt hatte. Nachdem einige Mitglieder der Linken eine Schweigeminute für die Mauertoten boykottiert hatten, legte Bartsch Befürwortern des Mauerbaus den Parteiaustritt nahe.
Bartsch erklärte Ende 2011 seine Absicht, als Parteivorsitzender zu kandidieren. Nachdem Oskar Lafontaine ebenfalls eine Kandidatur in Erwägung gezogen hatte, Bartsch aber seine Absicht nicht änderte, ließ Lafontaine von seiner Absicht ab. Auf dem Parteitag der Linken im Juni 2012 verlor Bartsch schließlich in einer Kampfkandidatur gegen den baden-württembergischen Gewerkschafter Bernd Riexinger, der erst zwei Tage zuvor seine Kandidatur bekanntgegeben hatte. Bartsch erhielt 251, Riexinger 297 Stimmen.
Bartsch gehört zum Parteiflügel der sogenannten Reformer und trat im Laufe des Bundestreffens im Juni 2014 dem Forum Demokratischer Sozialismus bei. Nachdem der bisherige Fraktionsvorsitzende, Gregor Gysi, am 7. Juni 2015 auf dem Bundesparteitag der Linken in Bielefeld seinen Rückzug von diesem Amt zum Herbst des Jahres angekündigt hatte, erklärte Bartsch sich wenige Tage später bereit, gemeinsam mit Sahra Wagenknecht in einer Doppelspitze Gysis Nachfolge anzutreten. Sie übernahmen dieses Amt am 13. Oktober 2015.
Bartsch gab Mitte August 2023 bekannt, dass er bei der Vorstandswahl der Fraktion Die Linke im Bundestag nicht mehr als Vorsitzender kandidieren werde. Der vorgezogene Termin für die Vorstandswahl am 4. September 2023 wurde mangels mehrheitsfähiger Kandidaten verschoben. Er verblieb letztlich bis zur Auflösung der Fraktion am 6. Dezember 2023 im Amt des Fraktionsvorsitzenden.
Nachdem den verbliebenen 28 Linken-Abgeordneten am 2. Februar 2024 vom Bundestag offiziell der Gruppenstatus zuerkannt worden war, fungierte zunächst Bartsch als deren Vorsitzender, kandidierte aber bei der Klausurtagung am 19. und 20. Februar 2024 nicht erneut für den Vorsitz und schied somit aus dem Amt aus.

## Abgeordneter

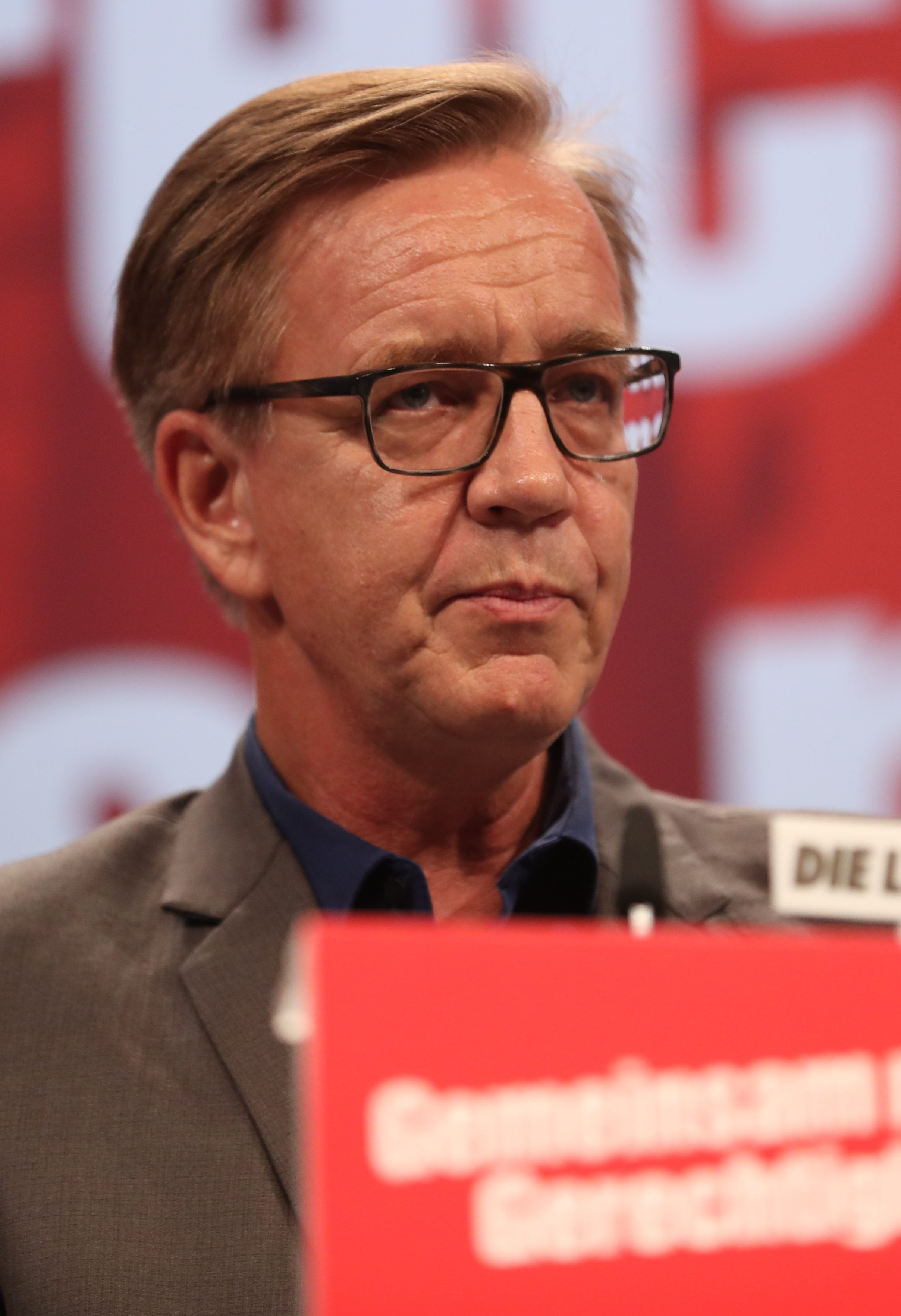
Dietmar Bartsch (2018)

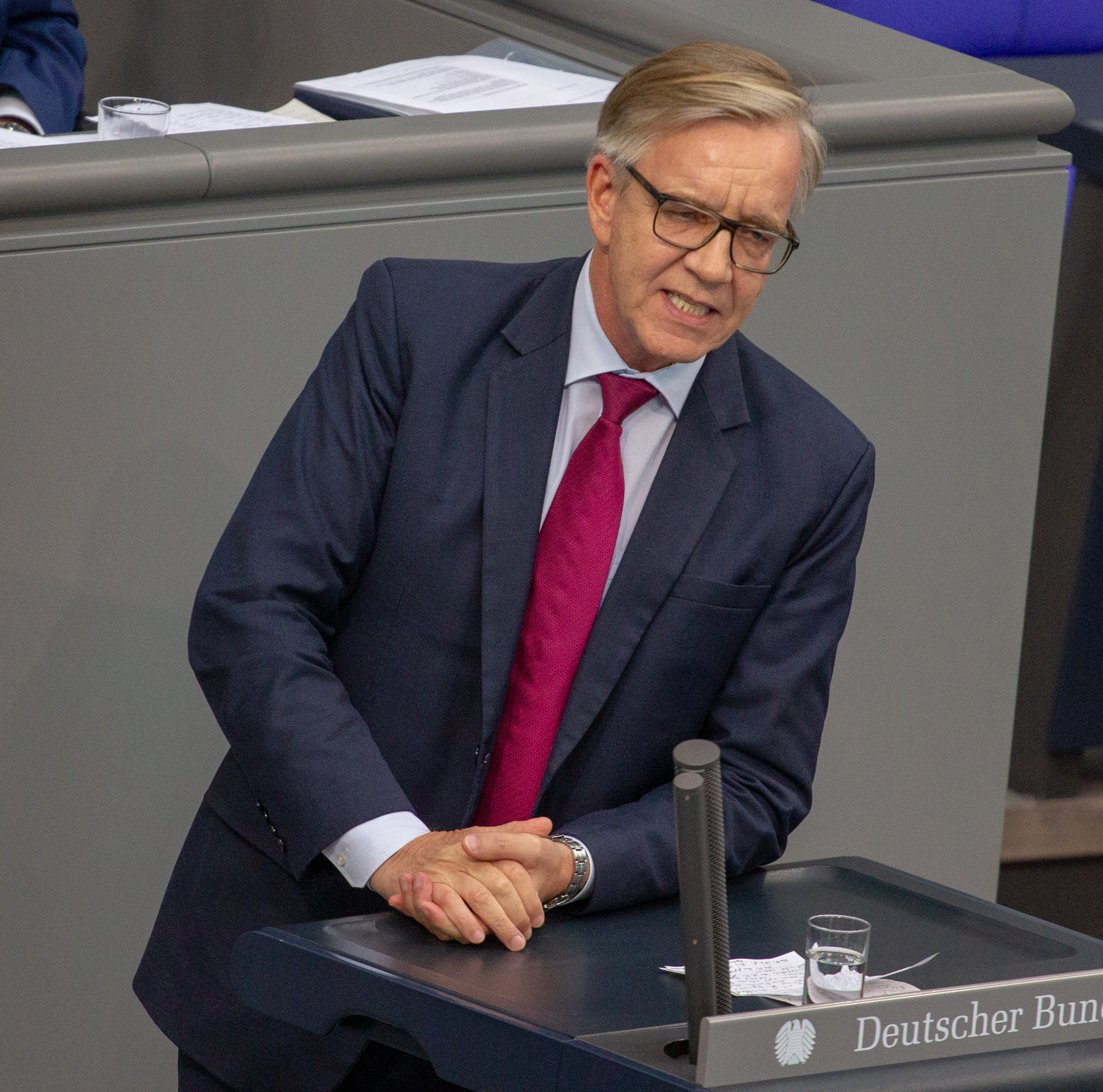
Dietmar Bartsch (2019)

Bartsch war von 1998 bis 2002 und ist erneut seit 2005 Mitglied des Deutschen Bundestages. Er zog stets über die Landesliste Mecklenburg-Vorpommern in den Bundestag ein, auch wenn er im Wahlkreis Schwerin – Ludwigslust-Parchim I – Nordwestmecklenburg I direkt kandidierte. Im Bundestag ist Bartsch ordentliches Mitglied im Gemeinsamen Ausschuss und gehört als stellvertretendes Mitglied dem Haushaltsausschuss an. Im 20. Deutschen Bundestag ist Bartsch ordentliches Mitglied des Vertrauensgremiums zur Billigung der Haushaltspläne der Nachrichtendienste des Bundes.
Im Januar 2012 wurde bekannt, dass Dietmar Bartsch als einer von 27 Bundestagsabgeordneten der Linken unter Beobachtung durch das Bundesamt für Verfassungsschutz steht, was von Politikern aller Fraktionen kritisiert wurde. Seit 2014 werden Bundestagsabgeordnete der Linken nicht mehr beobachtet. (→ Beobachtung der Partei Die Linke durch den Verfassungsschutz)
Zur Bundestagswahl 2025 trat er im Rostocker Wahlkreis wie zuvor wieder als Direktkandidat an und wollte zusammen mit Gregor Gysi und Bodo Ramelow und anderen Direktkandidaten mindestens drei Direktmandate erzielen, damit die Partei wie 2021 auch bei Verfehlen der Fünf-Prozent-Hürde wieder als Fraktion in den Bundestag einziehen würde. Bei der Wahl wurde er mit 25,6 Prozent der Erststimmen knapp nur Zweiter im Wahlkreis, zog aber über die Landesliste seiner Partei in den 21. Deutschen Bundestag ein. Bartsch ist im 21. Deutschen Bundestag Mitglied des Haushaltsausschusses. Für seine Fraktion ist er Sprecher für Haushaltspolitik. Am 26. Juni 2025 wählte ihn das Plenum des Bundestages in das Vertrauensgremium zur Genehmigung der geheimen Wirtschaftspläne der Nachrichtendienste des Bundes.

## Politische Positionen und Rezeption
Zur Einordnung der Deutschen Demokratischen Republik als Unrechtsstaat erklärte Bartsch Folgendes: „Dass es in der DDR schlimmes Unrecht und Opfer dessen gegeben hat, ist unstrittig. Ebenso unstrittig ist, dass es in der DDR auch rechtsstaatliche Bereiche gegeben hat. Deswegen wende ich den Begriff Unrechtsstaat auf die DDR nicht an. Er ist kein Argument, sondern eine Keule.“
Er lehnt eine CO2-Steuer ab und will die Klimaziele stattdessen mit „ordnungspolitischen Maßnahmen und massiven Investitionen in klimaschonende Innovationen“ erreichen. Ferner fordert Bartsch eine Deglobalisierung, um weniger Emissionen durch Transport zu erzeugen und bei Medizinprodukten die Abhängigkeit vom Ausland zu reduzieren.
Im Oktober 2014 behauptete Bartsch in der Fernsehsendung „Maybrit Illner“, in der Ukraine gebe es eine nach Joseph Goebbels benannte Parteischule. Tatsächlich gab es zu diesem Zeitpunkt in der Ukraine gar keine Parteischule.
Im Vorfeld der Bundestagswahl 2017 forderte Bartsch eine friedliche Außenpolitik sowie die Beendigung von Waffenexporten und „militärische[n] Abenteuer[n]“. Im Jahr 2021 zeigte er sich gegenüber friedenssichernden Maßnahmen der Bundeswehr offen, lehnte Kampfeinsätze aber weiterhin ab.
Im Gegensatz zu vielen anderen Politikern der Linkspartei erklärte Bartsch im Zusammenhang mit dem Russisch-Ukrainischen Krieg, er übernehme nicht die Argumentation Wladimir Putins und er fände es absurd, die USA in diesem Fall als Aggressor anzusehen. Zugleich halte er die Besorgnis Russlands vor einer Erweiterung der NATO für nachvollziehbar. Bartsch sprach sich gegen die Lieferung von Leopard-2-Panzern an die Ukraine aus und begründete dies damit, dass ein solcher Schritt „näher an den Dritten Weltkrieg als Richtung Frieden in Europa“ führen würde.
Im November 2019 reiste Bartsch als Teil einer Delegation der Linkspartei nach Moskau, traf sich mit GRU-Offizier Alexej Tschepa und unterzeichnete mit Sergei Mironow eine Vereinbarung zur Zusammenarbeit mit dessen Duma-Fraktion Gerechtes Russland.

## „Lafodödel“-Affäre
Im September 2015 berichtete die Welt über ihr zugespielte Dokumente, die Bartsch anlegen ließ und in denen er Mitglieder des eigenen, 44 Personen starken Parteivorstandes nach politischer Ausrichtung bzw. Gefolgschaft kategorisieren ließ. Dabei wurden den Personen drei verschiedene Buchstaben zugeordnet: Z für „zuverlässig“, U für „unabhängig“ und L für „Lafodödel“, wobei Z für Loyalität zu Bartsch selbst oder eine akzeptierte politische Linie steht und „Lafodödel“ eine abwertende Bezeichnung für die Anhänger seines innerparteilichen Gegners Oskar Lafontaine darstellt. Die Anlage der Dateien durch einen Gefolgsmann soll Bartsch bereits drei Jahre zuvor initiiert haben. In der zugrundeliegenden Korrespondenz wurde außerdem Parteichef Bernd Riexinger mit dem Spottnamen „Ratzinger“ belegt. Der Bericht sorgte nach Erscheinen für deutliche Irritationen und Kritik, nachdem Die Welt verschiedene Linken-Politiker auch direkt mit den Dokumenten konfrontiert hatte. Gregor Gysi soll die Dossiers direkt von Bartsch erhalten und ablehnend reagiert haben.
Kurze Zeit nach dem Welt-Bericht veröffentlichte der Tagesspiegel eine kontroverse Darstellung. Demnach heißt es aus Parteikreisen, es habe keine „Ausforschungen“ gegeben. Stattdessen soll Gregor Gysi als Fraktionsvorsitzender nach dem Parteitag im Sommer 2012 selbst seinen Stellvertreter Dietmar Bartsch gebeten haben, eine entsprechende Aufstellung über den neu gewählten Parteivorstand anzufertigen. Laut Bartsch sei L ein Kürzel für „Links“.